# Leucothyreus zikani
Leucothyreus zikani är en skalbaggsart som beskrevs av Ohaus 1917. Leucothyreus zikani ingår i släktet Leucothyreus och familjen Rutelidae. Inga underarter finns listade i Catalogue of Life.